# (1901) Moravia
(1901) Moravia (aussi nommé 1972 AD) est un astéroïde de la ceinture principale, découvert le 14 janvier 1972 par Luboš Kohoutek à Hamburg-Bergedorf, en Allemagne. 
Son nom fait référence à la Moravie, région d'origine de son découvreur.